# NGC 1915
NGC 1915 је ознака објекта на координатама са ректансцензијом 5h 19m 42,3s и деклинацијом - 66° 49" 17'. Открио га је Џон Хершел, 2. јануара 1837. Каснијим посматрањима на том положају није уочен никакав астрономски објекат.